# Michel Preud'homme
Michel Georges Jean Ghislain Preud'homme (sinh ngày 24 tháng 1 năm 1959), thường được gọi là Michel Preud'homme, là một cầu thủ bóng đá chuyên nghiệp đã nghỉ hưu của Bỉ, chơi ở vị trí một thủ môn, và là huấn luyện viên hiện tại của Standard Liège tại giải bóng đá của Bỉ Belgian Pro League.
Ông được coi là một trong những thủ môn giỏi nhất và kiên định nhất thế giới trong sự nghiệp; he was the first winner of the Yashin Award as the best goalkeeper at the 1994 FIFA World Cup.
Ở cấp câu lạc bộ, Preud'homme chơi cho Standard Liège, Mechelen và Benfica. Với Mechelen, anh đã giành Cup Bỉ năm 1987, Cup Cup Cup Cup và Siêu cúp châu Âu năm 1988 và danh hiệu vô địch Bỉ năm 1989. Anh cũng đã giành Cup Bồ Đào Nha với Benfica vào năm 1996. Anh đã nghỉ hưu như một cầu thủ vào năm 1999, ở tuổi 1999 40. Đối với Bỉ, Preud'homme đã được giới hạn 58 lần, từ năm 1979 đến năm 1995. Khác với World Cup 1994, anh cũng đã chơi trong giải đấu năm 1990.